# Glenea elongatipennis
Glenea elongatipennis là một loài bọ cánh cứng trong họ Cerambycidae.